# Jean-Claude Gardin
Pour les articles homonymes, voir Gardin.
Ne doit pas être confondu avec l'homme politique Jean-Claude Gaudin.
Jean-Claude Gardin est un Français libre et un archéologue français né à Paris le 3 avril 1925 où il est mort le 8 avril 2013. Ses recherches ont principalement concerné l'automatique documentaire, l'archéologie de la Bactriane antique, et l'épistémologie de l'archéologie et des sciences humaines.

## Biographie
Il s'engage dans la France libre en septembre 1940, alors qu'il n'a que quinze ans, et termine la guerre au grade d'enseigne de vaisseau. Marié une première fois en 1962 et divorcé en 1984, il épouse le 9 septembre 1989 à Corsier-sur-Vevey l'actrice Josephine Chaplin. De cette union naît un fils, Arthur.
En 1957, grâce au soutien d'Henri Seyrig, il fonde au CNRS le Centre Mécanographique de Documentation Archéologique (CMDA), qui devient, dès 1960, le Centre d'analyse documentaire pour l’archéologie (CADA). En 1962, il est recruté comme directeur d'études à l'EPHE, où il collaborait depuis plusieurs années avec Claude Lévi-Strauss. Par la suite, en 1970, il contribue à la création du Centre de recherche archéologique (CRA) du CNRS.
Durant sa carrière, il a principalement mené des travaux dans deux domaines : d'une part, dans celui de l'automatique documentaire, de la recherche d'information et des langages documentaires (en développant notamment le langage SYNTOL, Syntagmatic Organization Language) ; d'autre part, il a développé des travaux relatifs à l'archéologie de l'Asie centrale, en menant notamment des fouilles et des prospections en Afghanistan sur des sites relatifs à la Bactriane antique (tel que Lashkari Bazar, en collaboration avec Daniel Schlumberger). À l'intersection de ces deux orientations de recherches, J.-C. Gardin a contribué au développement des applications de l'automatique documentaire, des statistiques, des systèmes experts en archéologie et aux débats en épistémologie des sciences de l'homme. Il entretint à ce sujet des rapports avec nombres d'intellectuels à l'échelle internationale, tels que Tito Orlandi, Christopher Peebles, Henri Seyrig, Claude Lévi-Strauss, Paul Braffort, Carl-Axel Moberg, Peter Ihm, etc.
Jacques Lacarrière, dans son recueil qu'il publie en 1989 (Ce bel aujourd'hui) lui dédicace une méditation sur le célèbre transatlantique français Normandie, La/Le Normandie.
En 2002, il compte parmi les membres fondateurs de l’Association Arkeotek (association européenne d’archéologie des techniques), créée à la Maison de l’archéologie et de l’ethnologie de l’université de Paris-Nanterre.
Ses archives scientifiques sont déposées au Pôle archives de la Maison des Sciences de l’homme Mondes.